# Cantone di Saint-Philbert-de-Grand-Lieu
Il Cantone di Saint-Philbert-de-Grand-Lieu è una divisione amministrativa dell'arrondissement di Nantes.
A seguito della riforma approvata con decreto del 25 febbraio 2014, che ha avuto attuazione dopo le elezioni dipartimentali del 2015, è passato da 5 a 12 comuni.

## Composizione
I 5 comuni facenti parte prima della riforma del 2014 erano:
- La Chevrolière
- La Limouzinière
- Saint-Colomban
- Saint-Lumine-de-Coutais
- Saint-Philbert-de-Grand-Lieu

Dal 2015 i comuni appartenenti al cantone sono i seguenti 12:
- Le Bignon
- La Chevrolière
- Corcoué-sur-Logne
- Geneston
- Legé
- La Limouzinière
- Montbert
- Pont-Saint-Martin
- Saint-Colomban
- Saint-Lumine-de-Coutais
- Saint-Philbert-de-Grand-Lieu
- Touvois